# Кондратюк Надія Іванівна
Надія Іванівна Кондратюк (Кошляченко) — українська художниця, майстриня петриківського розпису.
Сестра відомої майстрині петриківського розпису Ганни Масюкевич.